# Čabalovce
Čabalovce es un municipio del distrito de Medzilaborce en la región de Prešov, Eslovaquia, con una población estimada a final del año 2024 de 328 habitantes.
Se encuentra ubicado al noreste de la región, cerca del río Laborec (cuenca hidrográfica del río Tisza) y de la frontera con Polonia.

## Demografía
| Año        | 1994 | 2004     | 2014    | 2024     |
| ---------- | ---- | -------- | ------- | -------- |
| Población  | 308  | 360      | 368     | 328      |
| Diferencia |      | +16,88 % | +2,22 % | −10,86 % |

| Año        | 2023 | 2024    |
| ---------- | ---- | ------- |
| Población  | 330  | 328     |
| Diferencia |      | −0,60 % |